# Mexické peso
Mexické peso ($, Mex$) je zákonným platidlem latinskoamerického státu Mexiko. Název „peso“ má mexická měna společný s měnami několika dalších států, které bývaly španělskými koloniemi. Značka pro peso je $, ale pro rozlišení od jiných měn se před tento znak dávají písmena Mex (Mex$). ISO 4217 kód mexické měny je MXN. Jedna setina pesa se nazývá centavo.
Před rokem 1861 se mexické peso dělilo na 8 realů, od tohoto roku používá desítkovou soustavu. V roce 1993 provedla mexická národní banka měnovou reformu – ta spočívala v tom, že se z 1000 „starých“ pesos stalo 1 „nové“ peso, které dostalo současný kód MXN (původní kód pro mexické peso byl MXP).

## Mince
V současnosti v oběhu kolují mince v nominálních hodnotách 5, 10, 20 a 50 centavos, 1, 2, 5, 10, 20, a 100 pesos. Cirkulace mincí v hodnotě 100 je spíše doplňková, protože jsou raženy jako pamětní a navíc ve stejných hodnotách existují i bankovky, kterých je nepoměrně více. Na aversní straně všech mincí je vyobrazen státní znak Mexika. Na mincích 1, 2, 5, 10 jsou na reversních stranách vyobrazeny části tzv. Slunečního kamene.
- 5 pesos: Kromě základní mince 5 pesos existují i pamětní mince této nominální hodnoty s motivy k výročím Mexické revoluce a počátku boje za nezávislost Mexika na Španělsku. Je jich celkem 37 a byly vyraženy mezi roky 2008 a 2010, na reversních stranách těchto mincí jsou vyobrazeny přední osobnosti Mexické revoluce a bojů Mexika za nezávislost.[4] Celkem tedy existuje 38 různých mincí 5 pesos.
- 10 pesos: Kromě základní mince této nominální hodnoty byla do oběhu uvedena v roce 2012 pamětní oběžná mince připomínající 150. výročí bitvy u Puebly.
- 20 pesos: Mince 20 pesos vznikla ve 3 variantách (Miguel Hidalgo y Costilla; Señor del Fuego; Octavio Paz). Dvě z nich se již nerazí a stahují se z oběhu. Nejnovější z nich, stále používaná, a vyobrazuje mexického držitele Nobelovy ceny za literaturu Octavia Paze. Kromě této základní mince existuje ještě 6 dalších pamětních oběžných mincí (stav v roce 2015). V roce 2020 byla do oběhu uvolněna další mince 20 pesos jako náhrada za simultáně stahovanou bankonvku stejné hodnoty.
- 50 pesos: Mezi roky 1993 a 1995 byla ražena mince 50 pesos, její výroba již ale nepokračuje a mince se v současnosti stahuje z oběhu.[5]
- 100 pesos: Mince 100 pesos vznikly s 38 různými motivy[5] a v současnosti jsou stahovány z oběhu.
  - 2004 – vydáno 32 různých mincí s motivy 31 mexických států a federálního distriktu Cuidad de México
  - 2005 – 4 nové mince 100 pesos:
    - čtyřsté výročí od prvního vydání díla Důmyslný rytíř Don Quijote de la Mancha
    - 80 let od vzniku Mexické národní banky
    - 470 let od založení první mincovny v Mexiku
    - 100 let od měnové reformy z roku 1905

  - 2006 – dvousté výročí narození Benita Juáreze

## Bankovky
Od zavedení mexického pesa vzniklo několik sérií bankovek (AA, A, B, C, D, D1, F, G). K listopadu 2020 byly v oběhu bankovky řady G a některé z F. Jsou tisknuty v hodnotách 20, 50, 100, 200, 500 a 1000 pesos. Bankovky 20, 50 a 100 pesos z polymeru, ostatní jsou z bavlněného papíru.
Kromě těchto běžných bankovek byly pro rok 2010 vytištěny i pamětní bankovky. Jedná se o polymerovou bankovku 100 pesos jako připomínku stého výročí od propuknutí Mexické revoluce  a papírovou bankovku 200 pesos pro připomenutí dvoustého výročí od počátku bojů za nezávislost Mexika na Španělsku.

### Série F
Série F byla zavedena v roce 2006. Od roku 2013 existuje i série F1. K listopadu 2020 byly bankovky o hodnotách 100, 200, 500 a 1000 pesos v procesu stahování z oběhu.
| Hodnota                                  | Rozměry     | Barva   | Motiv | Motiv |
| Hodnota                                  | Rozměry     | Barva   | Avers Jsou zde vyobrazeny hlavy významných osobností mexické historie a kultury, s předmětem a výrokem s nimi spojeným (uveden PŮVODNÍ TEXT VE ŠPANĚLŠTINĚ a český překlad) | Revers Zobrazuje významné kulturní památky Mexika |
| ---------------------------------------- | ----------- | ------- | --- | --- |
| 20 pesos                                 | 120 × 66 mm | modrá   | Benito Juárez QUE EL PUEBLO Y EL GOBIERNO RESPETEN LOS DERECHOS DE TODOS. ENTRE LOS INDIVIDUOS, COMO ENTRE LAS NACIONES, EL RESPETO AL DERECHO AJENO ES LA PAZ. MANIFIESTO A LA NACIÓN, 15 DE JULIO DE 1867. Lid a vláda ať respektují práva všech. Mír je respekt k právům druhých jak mezi jednotlivci, tak mezi národy. Manifest k národu ze dne 15. července 1867: | archeologická lokalita Monte Albán ve státě Oaxaca |
| 50 pesos                                 | 127 × 66 mm | fialová | José María Morelos y Pavón QUE LA ESCLAVITUD SE PROSCRIBA PARA SIEMPRE Y LO MISMO LA DISTINCIÓN DE CASTAS, QUEDANDO TODOS IGUALES, Y SÓLO DISTINGUIRÁ A UN AMERICANO DE OTRO EL VICIO Y LA VIRTUD. SENTIMIENTOS DE LA NACIÓN Otroctví je zrušeno navždy stejně jako kastovní rozdíly, všichni jsou si rovni a jen neřest a ctnost odlišuje jednoho Američana od druhého. Pocity národa | akvadukt ve městě Morelia (stát Michoacán) |
| 100 pesos                                | 134 × 66 mm | žlutá   | Nezahualcóyotl (aztécký básník a velmož, vládce Texcoca) AMO EL CANTO DEL ZENTZONTLE, PÁJARO DE CUATROCIENTAS VOCES; AMO EL COLOR DEL JADE Y EL ENERVANTE PERFUME DE LAS FLORES; PERO AMO MÁS A MI HERMANO EL HOMBRE. Miluji zpěv drozdce, ptáka čtyř hlasů, lásku v barvě jadeitu a zneklidňující vůni květin, ale více miluji mého bratra člověka. | Tempo Mayor v Tenochtitlánu |
| 100 pesos Památeční bankovka z roku 2010 | 134 × 66 mm | žlutá   | Obraz lokomotivy vezoucí revoluční vojska ozbrojeného hnutí, které začalo v roce 1910. Lokomotiva je doprovázena jedním z nejznámějších obrazů mexické revoluce, kterým je soldadera či Adelita a jednou slokou písně La Adelita. SI ADELITA SE FUERA CON OTRO, LA SEGUIRÍA POR TIERRA Y POR MAR, SI POR MAR EN UN BUQUE DE GUERRA, SI POR TIERRA EN UN TREN MILITAR. CORRIDO POPULAR REVOLUCIONARIO Pokud Adelita by odešla s jiným, sledovat ji po souši a po moři, pokud po moři, na válečné lodi, pokud po souši, ve vojenském vlaku. populární revoluční lidová píseň | Fragment nástěnné malby s názvem "Od Porfiriátu k revoluci", či "Revoluce proti Porfiriově diktatuře", malíře a muralisty Davida Alfara Siqueirose, která znázorňuje ozbrojené lidi okolo vůdců vítězné revoluce. Tato nástěnná malba se nachází v Síni revoluce, Národního historického muzea na zámku Chapultepec v Ciudad de México. |
| 200 pesos                                | 141 × 66 mm | zelená  | Sor Juana Inés de la Cruz HOMBRES NECIOS QUE ACUSÁIS A LA MUJER SIN RAZÓN, SIN VER QUE SOIS LA OCASIÓN DE LO MISMO QUE CULPÁIS:(...) SÁTIRA FILOSÓFICA Muži, kteří pošetile obviňujete ženy bezdůvodně, aniž byste viděli, zda je to potřeba, jako byste obviňovali sami sebe:(...) filozofické satira | hacienda de Panoayan |
| 200 pesos Památeční bankovka z roku 2010 | 141 × 66 mm | zelená  | Miguel Hidalgo y Costilla s transparentem, který se stal vlajkou povstalecké armády. (autorem obrazu je Jesús Enrique Espinoza Emilio De La Helguera) QUE IGUALMENTE SE SOLEMNICE EL DÍA 16 DE SEPTIEMBRE TODOS LOS AÑOS, COMO EL DÍA ANIVERSARIO EN QUE SE LEVANTÓ LA VOZ DE LA INDEPENDENCIA Y NUESTRA SANTA LIBERTAD COMENZÓ SENTIMIENTOS DE LA NACIÓN Ať je také slaven 16. den září každého roku jako den výročí, kdy se začal pozvedat hlas nezávislosti a naší svaté svobody. Pocity národa                                                                         | Anděl nezávislosti, který se nachází na Třídě reforem v Mexico City, a frygická čapka představující zářící symbol svobody, který se používá po mnoho let na mincích nezávislého Mexika. Obsahuje také první 4 verše 1. sloky mexické hymny: Ciña ¡oh Patria! tus sienes de oliva de la paz el arcángel divino, que en el cielo tu eterno destino por el dedo de Dios se escribió. Přepásej, ó vlasti, své čelo olivou božského archanděla míru, v nebi tvůj věčný osud byl napsán Božím prstem. |
| 500 pesos                                | 148 × 66 mm | hnědá   | Diego Rivera a jeho Akt s kalami SE HA DICHO QUE LA REVOLUCIÓN NO NECESITA AL ARTE, PERO QUE EL ARTE NECESITA DE LA REVOLUCIÓN. ESO NO ES CIERTO. LA REVOLUCIÓN SÍ NECESITA UN ARTE REVOLUCIONARIO. Říká se, že revoluce nepotřebuje umění, ale že umění potřebuje revoluci. To není pravda. Revoluce potřebuje revoluční umění. | autoportrét Fridy Kahlo (v pozadí další její obraz Objetí lásky vesmíru, země (Mexiko), Já, Diego a pan Xólotl) |
| 1000 pesos                               | 155 × 66 mm | růžová  | Miguel Hidalgo y Costilla "... SIN PATRIA NI LIBERTAD ESTAREMOS SIEMPRE A MUCHA DISTANCIA DE LA VERDADERA FELICIDAD." "GRITO DE DOLORES, 16 DE SEPTIEMBRE DE 1810" "... bez vlasti a svobody budeme vždy hodně vzdáleni opravdovému štěstí." "Bolestný výkřik, 16. září 1810" | univerzita ve městě Guanajuato |

### Série G
Zatím nejnovější série G mají hodnotu 100, 200, 500 a 1000 pesos (stav k 11/2020). S výrobou bankovky 20 pesos se již nepočítá – bude průběžně nahrazena mincemi stejné hodnoty.
| Hodnota    | Avers                                                  | Revers                                                     |
| ---------- | ------------------------------------------------------ | ---------------------------------------------------------- |
| 100 pesos  | Sor Juana Inés de la Cruz                              | Biosférická rezervace monarchy stěhovavého                 |
| 200 pesos  | Miguel Hidalgo y Costilla a José María Morelos y Pavón | Biosférická rezervace El Pinacate a Gran Desierto de Altar |
| 500 pesos  | Benito Juárez                                          | Biosférická rezervace El Vizcaíno                          |
| 1000 pesos | Francisco I. Madero, Hermila Galindo a Carmen Serdán   | Calakmul – staré mayské město obklpené deštným lesem       |